# Curtose
Em estatística descritiva, a curtose é uma medida de forma que caracteriza o achatamento da curva da função de distribuição de probabilidade . É usualmente definida como:
{\displaystyle \mathrm {{\frac {m_{4}(\mu )}{\sigma ^{4}}}+(-3)} }
Onde {\displaystyle \mathrm {m_{4}(\mu )} } é o quarto momento central e σ é o desvio-padrão.
Alguns textos  definem a curtose como a razão entre o quarto momento central e o quadrado do segundo momento central.
{\displaystyle {\frac {\mu _{\color {Red}4}}{\mu _{\color {Red}2}^{2}}}=} {\displaystyle {\frac {E\left(X-E(X)\right)^{\color {Red}4}}{\left[E\left(X-E(X)\right)^{\color {Red}2}\right]^{2}}}}
neste caso a curtose da distribuição normal é 3.
A curtose não tem limite superior (ou seja, existem distribuições com curtose tão alta quanto se queira), porém seu limite inferior é -2, na Bernoulli com p = 1/2.

## Significado

- Se o valor da curtose for = 0 (ou 3, pela segunda definição), então tem o mesmo achatamento que a distribuição normal. Chama-se a estas funções de mesocúrticas
- Se o valor é > 0 (ou > 3), então a distribuição em questão é mais alta (afunilada) e concentrada que a distribuição normal. Diz-se que esta função probabilidade é leptocúrtica, ou que a distribuição tem caudas pesadas (o significado é que é relativamente fácil obter valores que não se aproximam da média a vários múltiplos do desvio padrão)
- Se o valor é < 0 (ou < 3), então a função de distribuição é mais "achatada" que a distribuição normal. Chama-se-lhe platicúrtica